# Патара-Инчхури
Патара-Инчхури (груз. პატარა ინჩხური) — село в Грузии, на территории Мартвильского муниципалитета края (мхаре) Самегрело-Верхняя Сванетия.

## География
Село находится в западной части Грузии, к востоку от реки Абаши, на расстоянии приблизительно 2 километров (по прямой) к северо-востоку от города Мартвили, административного центра муниципалитета. Абсолютная высота — 309 метров над уровнем моря.

## Население
По результатам официальной переписи населения 2014 года в Патара-Инчхури проживало 295 человек (156 мужчин и 139 женщин). В национальной структуре населения грузины составляли 100 %.
| Год  | Население, человек |
| ---- | ------------------ |
| 2002 | 444                |
| 2014 | ↘ 295              |